# Donja Slatina (Srbija)
Donja Slatina je naselje u gradu Leskovcu, Jablanički upravni okrug, Srbija. Prema popisu iz 2022. godine u Donjoj Slatini je živjelo 196 stanovnika.